# Leonzio Alishan
Ghevond Alishan (in armeno Ղևոնդ Ալիշան?; Costantinopoli, 1820 – Venezia, 1901) è stato un monaco cristiano, filologo e teologo armeno.

## Biografia

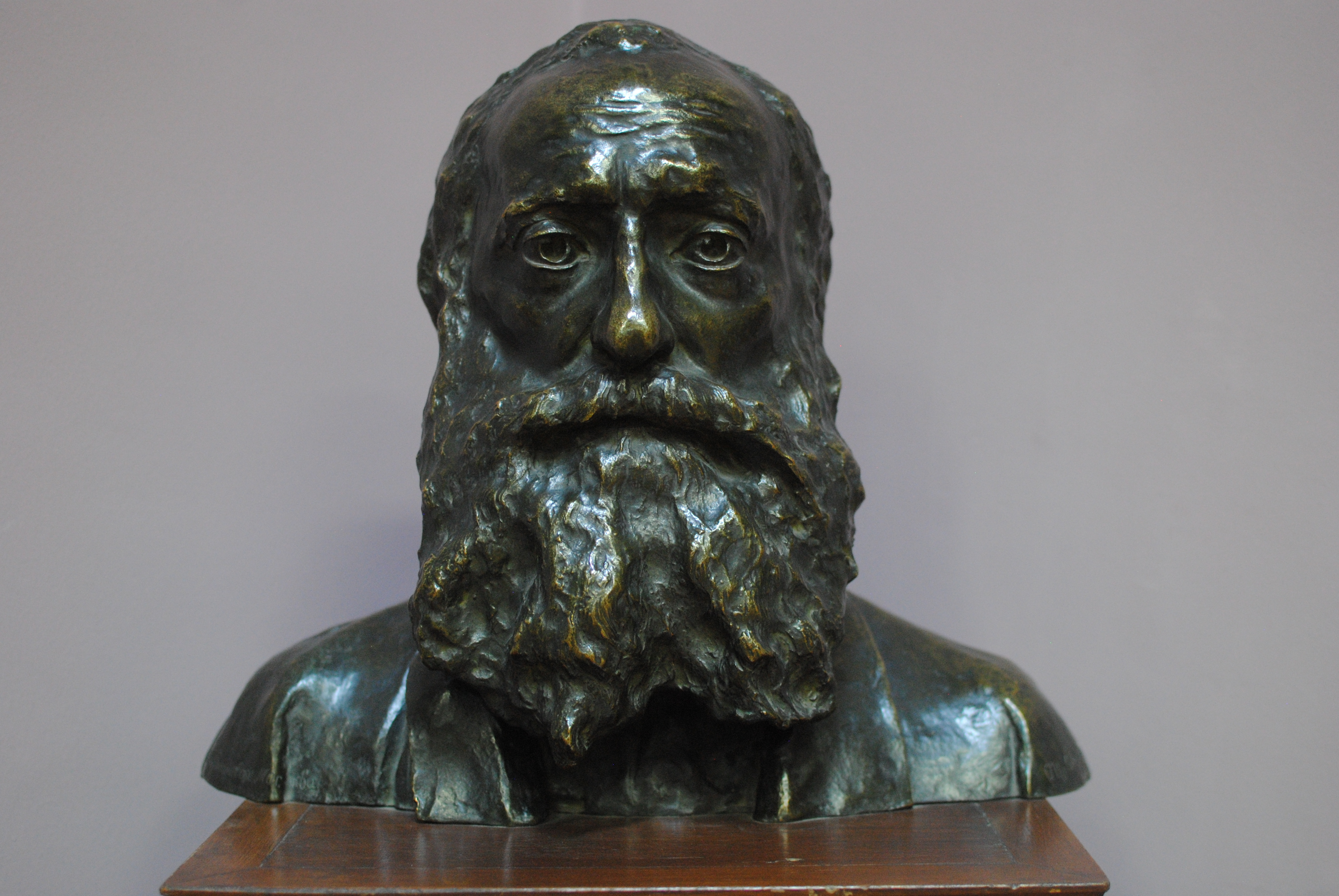
Busto di Alishan di Andrias Ter-Marukyan nella Galleria Nazionale dell'Armenia.

Noto anche in Italia come Leonzio Alishan e in Francia come Leonce Alshan, fu studioso esperto di letteratura armena ed europea, nonché poeta. 
Fu monaco della Congregazione Mechitarista e direttore del Collegio armeno di Parigi tra il 1859-1861. Le sue opere riguardarono cultura, religione e geografia dell'Armenia e non solo.

## Opere
- Armenian popular Songs: translated into english by the R. Leo M. Alishan DD. of the Mechitaristic Society, Venice, S. Lazarus, 1852.
- Etude de la patrie: physiographie de l'Arménie: discours prononcé le 12 août 1861 à la distribution annuelle des prix au collège arménien Samuel Moorat, Venise, S. Lazar, 1861.
- Deux descriptions arméniennes des lieux Saints de Palestine, Gènes, 1883.
- Այրարատ: Բնաշխարհ Հայաստանեայց,Վենետիկ : Մխիթարեան Հրատարակութիւն, 1890.